# Batalla de Quebracho
La batalla de Quebracho también conocida como la batalla de Punta Quebracho o batalla de la Angostura del Quebracho fue un combate donde las fuerzas argentinas se enfrentaron a la armada anglo-francesa, ocurrió el 4 de junio de 1846, en el marco del Bloqueo anglo-francés del Río de la Plata. Se libró unos siete meses después de la batalla de la Vuelta de Obligado (20 de noviembre de 1845) y cinco meses después de la segunda batalla de San Lorenzo (16 de enero de 1846).
El lugar se encuentra en las cercanías de la actual localidad de Puerto General San Martín, a 35 km al norte de la actual Rosario, en la provincia de Santa Fe.

## Desarrollo
Las naves anglo-francesas volvían desde el norte hacia el Río de la Plata después de haber sido su campaña un fracaso económico y militar, ocho meses después de haber forzado el paso hacia el norte en la batalla de la Vuelta de Obligado (en el norte de la provincia de Buenos Aires).
Los cañones argentinos habían sido emplazados por el general Lucio Norberto Mansilla (de 54 años) en lo alto de una barranca, totalmente fuera del alcance de la artillería enemiga. De modo que los buques y sus hombres no tuvieron más remedio que hacer lo posible para huir del lugar lo más pronto que se pudiese, no sin antes librar una importante batalla de más de tres horas.

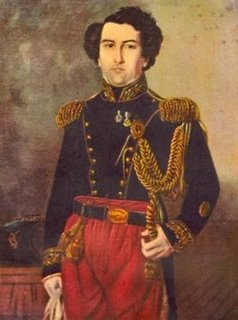
El general argentino Lucio N. Mansilla (1792-1871).

Dos mercantes se hundieron, otros cuatro fueron incendiados para que no cayeran en manos argentinas, y los vapores de guerra Harpy y Gorgon resultaron seriamente dañados. Cabe resaltar el hecho de que la escuadra que acompañaba a los mercantes estaba constituida por modernas naves blindadas, con torretas giratorias y cohetes Congreve.
Fueron héroes de la Batalla del Quebracho, entre otros, el general Lucio Norberto Mansilla y el coronel Martín de Santa Coloma, quién conducía el Batallón Santa Coloma.
Cabe recordar que durante la batalla de la Vuelta de Obligado ―librada ocho meses antes contra los mismos invasores―, el general Mansilla había recibido un cañonazo y prácticamente se lo dio por muerto. Sin embargo, a las pocas horas se levantó de su tienda y siguió luchando. Ahora, al iniciar el fuego de artillería en la batalla de Quebracho, volvía a la carga al grito de «¡Viva la soberana independencia argentina!».

El encuentro del Quebracho, aparte de su enorme importancia militar y política, fue el sello definitivo del desastre económico-comercial de una empresa de injusta prepotencia, llevada a cabo por quienes ―seguros de su enorme superioridad material, y atropellando sin consideraciones humanas ni jurídicas todos los derechos de la Confederación Argentina― se proponían un cuantioso dividendo.
Francisco Hipólito Uzal

## Consecuencias
Como resultado de esta acción la intervención de las fuerzas navales anglofrancesas se terminó el 13 de julio de 1846,  cuando sir Samuel Thomas Hood, con plenos poderes de los gobiernos de Gran Bretaña y Francia, presentó humildemente ante Juan Manuel de Rosas «el retiro más honorable posible de la intervención naval conjunta».
El Gobierno argentino consiguió de esta manera:
- Poner fin al bloqueo naval que realizaron Francia y el Reino Unido a los puertos argentinos
- Recuperar la flota argentina capturada
- Recuperar la isla Martín García
- Un saludo de 21 cañonazos a la bandera argentina por parte de las dos flotas invasoras
- El reconocimiento a la soberanía de Argentina y a sus derechos exclusivos sobre la navegación de los ríos interiores.[4]

## Sitio histórico nacional
El 4 de junio de 1939, se colocó en el lugar una cruz de quebracho.
La empresa Cargill compró el predio, por lo que la cruz tuvo que ser desplazada a dos kilómetros de distancia de su emplazamiento original. A partir de 1983 se gestionó el reconocimiento de este nuevo lugar como sitio histórico, donde se construyó un parque. Finalmente el 21 de abril de 1999 la Ley Nacional 25088 declaró a este predio Lugar Histórico Nacional.